# Scranton Enterprises BV
Scranton Enterprises BV és un holding amb seu a Holanda fundat el 1999, accionista d'empreses catalanes emblemàtiques com Juvé & Camps, Aigües de Vilajuïga i el Club Joventut Badalona. Està dividit en tres filials: Centurión Real Estates, Assets Dunmore i Scranton Plasma. Pertany a diversos directius de la multinacional Grifols, entre els quals figura Víctor Grífols i Roura, antic president i conseller delegat del grup farmacèutic fins que va traspassar el gener de 2017 les seves funcions de direcció al seu germà Raimon Grífols Roura i al seu fill Víctor Grífols Deu. Altres accionistes són Ramon Riera, conseller de Grifols, i Tomás Dagá, soci i fundador d'Osborne Clarke a Espanya. El 2019 el seu conseller delegat era Lucca Tassan, banquer d'inversió a JPMorgan, RBS, Lehman Brothers i Nomura.
El 2015, va adquirir un 5% de l'aplicació de venda de segona ma Wallapop. El 2016 va entrar en la companyia catalana de drons per a us civil Hemav i en la de programari Almeria Real Track Systems, que desenvolupa tecnologia per a atletes, així com en la nord-americana Qardio, especialitzada en tecnologia per a la salut. El 2017, va adquirir el 76% del capital de Juvé & Camps i era segon accionista de la multinacional catalana d'homoderivats Grifols amb un 8,67%. El 2018, va agafar el control del Club Joventut Badalona amb una ampliació de capital de 3,6 milions d'euros, evitant la seva liquidació.
El 2019 va fer una aliança amb la promotora Corp per tenir 2.500 habitatges en lloguer a l'àrea metropolitana de Barcelona, amb una inversió de més de 600 milions d'euros, i va injectar 1,5 milions a l'Institut de Bioenginyeria de Catalunya per desenvolupar tecnologia capaç de predir la probabilitat d'implantació d'embrions. El 2020, va financiar unes màscares adaptades a partir d'unes ulleres de busseig de la marca Decathlon per protegir els professionals de l'Hospital de Sant Pau de Barcelona en les maniobres de risc amb pacients de coronavirus.